# Chiesa di San Lorenzo (Casarza Ligure)
La chiesa di San Lorenzo è un luogo di culto cattolico situato nella frazione di Verici, in via Verici, nel comune di Casarza Ligure nella città metropolitana di Genova. La chiesa è sede della parrocchia omonima del vicariato di Sestri Levante della diocesi di Chiavari.

## Storia e descrizione
Alcuni documenti del XII secolo citano l'antico toponimo di Velazo (Verici) quale rettoria dipendente dalla pieve di Santo Stefano del Ponte in Sestri Levante. Un documento del 1475 o 1485 attesta la nomina del parroco di San Lorenzo Domenico Vacchiero o Vaccaro quale nuovo vescovo della diocesi di Noli; nel 1502 il prelato venne trasferito nella diocesi di Ventimiglia.
Molto probabilmente dalle rovine della primitiva chiesa, andata distrutta, fu costruita nel XVI secolo l'edificio attuale; nell'opera di ricostruzione fu aggiunta la navata di destra. Per decreto di papa Clemente VII dal 1524 la guida della comunità religiosa di Verici fu assoggettata al vescovo pro tempore della diocesi di Brugnato, che a sua volta delegava la cura ad un vice rettore o curato, che dal 1824 ebbe il titolo di vice priore. Nel 1959 anche la parrocchia di San Lorenzo di Verici, soggetta al vicariato di Sestri Levante della diocesi brugnatese, passò negli attuali confini religiosi della diocesi di Chiavari.
Intorno agli anni settanta del XX secolo durante alcuni scavi fu rinvenuto un vano della precedente navata centrale e un tratto dell'antico muro perimetrale con la presenza di un affresco - perfettamente conservato - del XIV secolo.